# Jerzy Kujawski (harcerz)
Jerzy Kujawski, pseud. Szpinak (ur. 1949 w Lubawce) – polski harcerz, kawaler Orderu Uśmiechu. Absolwent Akademii Wychowania Fizycznego.

## Życiorys
Urodził się w Lubawce na Ziemiach Odzyskanych. Gdy miał 2 lata rodzice przenieśli się do Nowej Huty. Ukończył Szkołę Podstawową nr 85 (obecnie 37), potem Technikum Elektryczne. Studiował na Akademii Wychowania Fizycznego. Od 1983 roku pracował w NCK jako instruktor kulturalno-oświatowy.  W Chałupie u Szpinaka prowadzi zajęcia dla dzieci i młodzieży Folklorystyczną ścieżką. Chałupa u Szpinaka mieściła się do 2015 roku w dużej sali na pierwszym piętrze Nowohuckiego Centrum Kultury. Działa od 2002 roku. Od 1960 należał do ZHP. Najpierw do zuchów „Bolkowe Woje”, a potem do zastępu „Lotnicy Modelarze” w 206. Krakowskiej Drużynie Harcerskiej. W latach 1980–1982 pełnił funkcję Komendanta Hufca Nowa Huta. W 1999 roku został wybrany Nowohucianinem Roku. Do swojego nazwiska dodaje pseudonim Szpinak.
W 2006 roku uczniowie Gimnazjum nr 49 im. Kawalerów Uśmiechu działającego na os. Słonecznym zgłosili jego kandydaturę do odznaczenie Orderem Uśmiechu. Uroczyste wręczenie Orderu odbyło się 16 grudnia 2006 roku w hali sportowej Zespołu Szkol Sportowych na os. Handlowym. Wzięli w nim udział: wicekanclerz Międzynarodowej Kapituły Marek Michalik i jej sekretarz Ewa Chrobak, dzieci i młodzież z nowohuckich szkół, harcerze i zaproszeni goście. Jerzy Kujawski odebrał Order i legitymację nr 843.